# Fußball-Regionalliga 2012/13
Die Saison 2012/13 der Regionalliga war die fünfte Saison der Fußball-Regionalliga als vierthöchste Spielklasse in Deutschland. Durch die vollzogene Ligenreform gab es in der Spielzeit 2012/13 nicht mehr wie seit Beginn der Saison 2008/09 drei Staffeln einer Regionalliga, sondern fünf gleichrangige Ligen von fünf Verbänden. Daher rührte auch die nun feste Ligazuteilung der Mannschaften je nach Verbandszugehörigkeit. Die Trägerschaft der Ligen war vom Deutschen Fußball-Bund DFB auf die Regional- und Landesverbände übergegangen.

## Regionalligen
- Regionalliga Bayern 2012/13 mit 20 Mannschaften aus dem Bayerischen Fußball-Verband (BFV)
- Regionalliga Nord 2012/13 mit 18 Mannschaften aus dem Norddeutschen Fußball-Verband (NFV)
- Regionalliga Nordost 2012/13 mit 16 Mannschaften aus dem Nordostdeutschen Fußballverband (NOFV)
- Regionalliga Südwest 2012/13 mit 19 Mannschaften aus dem Fußball-Regional-Verband Südwest und dem Süddeutschen Fußball-Verband (SFV) mit Ausnahme des Bayerischen Fußball-Verbandes
- Regionalliga West 2012/13 mit 20 Mannschaften aus dem Westdeutschen Fußball- und Leichtathletikverband (WFLV)

## Aufstiegsspiele
An den Aufstiegsspielen zur 3. Liga nahmen die Meister der fünf Regionalligen und der Vizemeister der Regionalliga Südwest teil. Die Sieger der drei ausgelosten Aufstiegsspiele mit Hin- und Rückspiel stiegen auf. Ein Aufeinandertreffen der beiden Qualifikanten der Regionalliga Südwest war nicht möglich.
Folgende Mannschaften qualifizierten sich sportlich für die Aufstiegsspiele:
- Meister der Regionalliga Bayern: TSV 1860 München II
- Meister der Regionalliga Nord: Holstein Kiel
- Meister der Regionalliga Nordost: RB Leipzig
- Meister der Regionalliga Südwest: KSV Hessen Kassel
- Vizemeister der Regionalliga Südwest: SV Elversberg
- Meister der Regionalliga West: Sportfreunde Lotte

Die Begegnungen der Aufstiegsrunde wurden am 12. Mai 2013 in Leipzig ausgelost. Die Hinspiele fanden am 29. Mai 2013, die Rückspiele zwischen dem KSV Hessen Kassel und Holstein Kiel sowie zwischen den Sportfreunden Lotte und RB Leipzig am 2. Juni 2013 statt. Das Rückspiel zwischen der zweiten Mannschaft des TSV 1860 München und der SV Elversberg musste wegen anhaltender Regenfälle und der daraus resultierenden Unbespielbarkeit des Platzes auf den 4. Juni 2013 verschoben werden.
Das Hinspiel zwischen Leipzig und Lotte sahen 30.104 Zuschauer, womit ein Zuschauerrekord für ein Spiel in der vierthöchsten deutschen Spielklasse aufgestellt wurde.
|               | Gesamt |                     | Hinspiel  | Rückspiel            |
| ------------- | ------ | ------------------- | --------- | -------------------- |
| Holstein Kiel | 4:1    | KSV Hessen Kassel   | 2:0 (1:0) | 2:1 (1:1)            |
| SV Elversberg | 4:3    | TSV 1860 München II | 3:2 (2:2) | 1:1 (0:1)            |
| RB Leipzig    | 4:2    | Sportfreunde Lotte  | 2:0 (0:0) | 2:2 n. V. (0:2, 0:1) |